# Згурица
Згу́рица (рум. Zgurița) — село в Дрокиевском районе Молдавии. Относится к сёлам, не образующим коммуну.

## География
Находится на 5 холмах: Ужя, Южное, Саука (Рыпы Згурицы), Никорешть и Валя Згурий.

## История

### Периоддо нашей эры
В ходе археологических исследований обнаружилось, что ещё с древних времён на территории Згурицы проживали люди, что свидетельствуют обнаруженный каменный очаг возрастом более 8000 лет, орудия труда из кремния и глиняные горшки возрастом более 2400 лет, посуда из глины (2–4 век н.э.). На окраине сёл Згурица и Попештий де Жос прямо на поверхности земли есть курган-захоронение неизвестного скифского воина, в котором согласно археологической выписке есть различные предметы скифского и даже греческого происхождения.

### ПериодРоссийской Империи
Согласно Указу Императора Всероссийского Николая Первого "Положение о евреях" евреи могли получать земли в бессрочную аренду. В надежде на то, что евреи смогут приобщиться к земледельческому труду, правительство Империи дозволило создание еврейских земледельческих колоний, так в 1853 году группа евреев арендовала неподалёку от владения Згура 400 десятин земли, основав село под названием Згурице. Первое, официально зафиксированное, упоминание о Згурице относится к 1869 году. На 1859 год владение Згура принадлежало помещику Александру Алботэ, согласно списку земельных собственностей уезда Сороки ему принадлежало 2169 десятин 395 квадратных сажен.
В 1873 году у Згурицких евреев истек срок аренды на земли, на которой они поселились. 102 семьи были переведены в социальную категорию купцов, так как евреи-поселенцы не занимались сельским хозяйством.
Село Никурешты ранее являлось владением обедневшей польской шляхетской семьи, которая привезла из Польши около 30 рабочих душ, единственных в истории Згурицы в составе Российской империи зависимых крестьян. В мае 1887 года в Згурице было открыто почтовое отделение государственной почты. 
| Год\Село                | село Никурешть                     | село Згура                      | село Згурица                    |
| ----------------------- | ---------------------------------- | ------------------------------- | ------------------------------- |
| 1817                    | ? Иордаке                          | Михалаки Черкезу                | -                               |
| 1825                    | И.;Г.;Н. Гаврилицэ                 | Екатерина Кантакузино           | -                               |
| 1833,(Последний в 1838) | Георгий и Николай Гаврлицэ         | Александр Алботэ                | Николай Гаврилица               |
| 1851                    | Мария Гаврилица,¼ Александр Алботэ | Дмитрий Алботэ                  | Николай Гаврилица               |
| 1853                    | Мария Гаврилица,¼ Александр Алботэ | Дмитрий Алботэ                  | Николай Гаврилица               |
| до 1857                 | Мария Гаврилица,¼ Александр Алботэ | Марк Ильницкий                  | Николай Гаврилица               |
| 1859                    | Дионис Алботэ                      | Александр Алботэ                | Дионис и Константин Алботэ      |
| 1868                    | Дионис Алботэ                      | Самсон Флексор                  | Дионис Алботэ                   |
| 1872                    | Иоанн Шиманович                    | Самсон Флексор                  | Дионис Алботэ                   |
| до 1896                 | Иоанн Шиманович                    | Зинаида Трохина и Дионис Алботэ | Зинаида Трохина и Дионис Алботэ |
| 1897                    | Род Шимановичей (8 Владельцев)     | Род Шимановичей (8 Владельцев)  | Самсон Флексор                  |
| 1904                    | Род Шимановичей (7 Владельцев)     | Альтер Кетроский                | Самсон Флексор                  |
| 1915                    | Н. и С. Шимановичи                 | Дэвид Шиманович                 | Самсон Флексор                  |
| 1919                    | Н. и С. Шимановичи                 | Дэвид Шиманович                 | Исаак Флексор                   |
| до 1921                 | Н. и С. Шимановичи                 | Дэвид Шиманович                 | Марк Флексор                    |

### ПериодМДРиРумынского правления
В 1918 году Бессарабская Губерния объявила о своём преобразовании в Молдавскую Демократическую Республику, МДР была поделена на Уезды (Judeţ) , Згурица была подчинена Сорокскому Уезду .В 1918 году Сфатул Цэрий объявил о присоединении территории Бессарабии к Румынии .В 1919 году на Востоке Згурицы, к Никурештам был открыт базар , который славился своей разнообразностью товаров, торговать в Згурицу приезжали из соседних сёл и даже других уездов, в межвоенный период Згурица была важным центром лёгкой промышленности, торговли и медицины. По состоянию на 1923 год , Примаром Згурицы был Дмитрий Пискаревский. 
| Год/Село  | село Никорешть   | село Згура         | село Згурица        |
| --------- | ---------------- | ------------------ | ------------------- |
| 1922      | Михаил Унгурян   | Василий Русу       | Дмитрий Писаревский |
| 1924      | Михаил Унгурян   | Афанасий Глешкевич | Дмитрий Писаревский |
| 1927      | Семён Захарку    | Семён Захарку      | Семён Захарку       |
| 1929      | Василий Анисой   | Василий Анисой     | Василий Анисой      |
| 1933      | Абраам Вайсман   | Абраам Вайсман     | Абраам Вайсман      |
| 1934      | Герш Барский     | Герш Барский       | Герш Барский        |
| 1941      | Николай Олтяну   | Николай Олтяну     | Николай Олтяну      |
| 1941      | Григорий Жамба   |                    |                     |
| 1942      | Василий Гуцу     | Василий Гуцу       | Василий Гуцу        |
| 1942      | Дионисие Нэстасе |                    |                     |
| 1942      | Семён Гуцу       |                    |                     |
| 1942,1943 |                  |                    |                     |

### ПериодСоветского Союза
Основная статья: Присоединение Бессарабии и Северной Буковины к СССР
26 июня 1940 года Вячеслав Молотов вручил румынскому послу в Москве Георге Давидеску заявление советского правительства, в котором выдвигались требования о передаче СССР Бессарабии и северной части Буковины в границах согласно приложенной карты.27 июня 1940 года в Румынии была объявлена всеобщая мобилизация, но незадолго до планируемого начала военной операции, после ультиматума советской стороны и консультаций с официальными представителями от Германии, Италии и стран Балканской Антанты, Королём Румынии Каролем II было принято решение об удовлетворении требования о передаче Бессарабии и Северной Буковины Советскому Союзу. Операция по занятию спорных территорий Красной армией началась 28 июня 1940 года и продлилась 6 дней. Немногим позднее — 2 августа 1940 года была образована Молдавская ССР со столицей в Кишинёве, были основаны Черновицкая и Аккерманская области УССР, а в состав Одесской области было включено пять районов ранее входивших в состав Молдавской АССР . В 1940 году был образован Згурицкий район , Згурица стала районным центром.

### Период Второй Мировой Войны
22 июня 1941 года Войска Третьего Рейха начали Войну против Советского Союза,в который прямым образом и входила Бессарабия,и Згурица. Процесс Холокоста был особенно замечен в Згурице ,где большинство населения начиная с её основания были евреи. Большинство эвакуированных евреев не вернулись на родину ,а оставшиеся были вынуждены быть гонимыми румынскими жандармами. Преступления против человечности румынских оккупантов навсегда остались клеймом в памяти жителей Молдовы. Многие нынешние общественные деятели в Молдавии при упоминании зверств румын во время Второй Мировой Войны отрицают их.Дину Поштаренку (доктор истории) - Автор Книги о Истории Згурицы,поддержанной Згурицкой Примэрией пишет о присоединении Бессарабии к Советскому Союзу чуть ранее (в 1940 году) "Эти румынские территории оказываются включёнными в дьявольскую тоталитарную сталинскую систему,, ,не сообщая далее о освобождении Бессарабии Советской армией ,обозначая так весь период Советского правления. Из воспоминаний свидетелей румынской бесчеловечности "Сразу после оккупации эти варвары выгнали нас из дома,которые впоследствии поджигали. Вначале евреев Згурицы собрали на еврейском кладбище ,затем погнали через лес в село Рубленица. Дороги были усеяны трупами стариков и детей. (Тех кто не мог идти избивали всем чем возможно,а если они падали без сил ,то расстреливали не прерывая строя) .После всех погнали в Вертюжаны ,где нас как скот селили в коровнике,без еды и питья. Спали мы на земле. Детей ловили ,капали им в глаза и нос какие-то капли ,после чего лицо становилось отёчным а тело покрывалось твёрдой коркой. Молодых людей ночью выводили на улицу и обливали водой ,наутро их находили замёрзшими. Некоторых вешали на столбах и фонарях. Трагична судьба Згурицких евреев... ,,. Румынские жандармы не думавшие более о издевательствах, с позором бросали военные посты. Згурицких евреев освобождала Советская Армия, которая стремительно продвигалась в глубь Румынии. В августе 1944 года Згурица была освобождена от Румынской Оккупации. Всего из Згурицы на полях битв погибли 150 человек,память о которых увековечена на памятных досках мемориальных комплексов установленных в 1946 и 1981 годах.

### ПериодСоветского Союза
| Год       | Згурица               | Никурешть      | Згура          |
| --------- | --------------------- | -------------- | -------------- |
| 1949-1990 | ?. Порумба            | Мина Греку     | Николай Кушнир |
| 1949-1990 | Герш Ронис            | Мина Греку     | Николай Кушнир |
| 1949-1990 | Мария Пушкашу         | Никифор Платон | Николай Кушнир |
| 1949-1990 | Герш Ронис            | Никифор Платон | Николай Кушнир |
| 1949-1990 | Николай Кац           | Василий Лисник | Николай Кушнир |
| 1949-1990 | ?. Гроза              | Василий Лисник | Агафья Ткач    |
| 1949-1990 | Анна Мелинчук         | Иван Гнатюк    | Агафья Ткач    |
| 1949-1990 | Александр Раку        | Иван Гнатюк    | Агафья Ткач    |
| 1949-1990 | Фёдор Ткач            | Иван Гнатюк    | Агафья Ткач    |
| 1949-1990 | Фёдор Ремеш           | Георгий Бурдик | Агафья Ткач    |
| 1949-1990 | Мария Лисник (Мунтян) | Георгий Бурдик | Агафья Ткач    |
| 1949-1990 | Павел Гончар          | Георгий Бурдик | Агафья Ткач    |

Несмотря на усилия приобщения крестьян к сельскохозяйственным работам партийными органами в 1945-1949 годах в Згурице, граждане не подчинялись и отказывались от работы. Принимая во внимание таблицу ниже можно определить что советская власть прибегала к объединению колхозов, что приносило определённую эффективность. До 1949 года эффективность выполнения государственного плана в Згурице, Згуре и Никурештах была низкой , из-за чего в них были созданы колхозы "Советская Молдавия" и "Имени Димитрова". В 1955 году Згурицкий Район был расформирован. В 1970 году Згура и Никорешты были присоединены к Згурице.
| Крестьянские хозяйства и колхозы          | Год   | Год   | Год   | Год   | Год  |
| ----------------------------------------- | ----- | ----- | ----- | ----- | ---- |
| Крестьянские хозяйства и колхозы          | 1947  | 1948  | 1949  | 1950  | 1951 |
| Крестьянские Хозяйства                    | 10089 | 10089 | 10089 | 10135 | 9827 |
| Колхозы                                   | 3     | 7     | 15    | 42    | 33   |
| Крестьянские Хозяйства в составе Колхозов | 417   | 1010  | 1545  | 7670  | 9495 |
| % Коллективизации                         | 4,1   | 10    | 16    | 76    | 96,6 |

Успехи колхоза "Советская Молдавия,, к 1970-м годам в выращивании фруктов,винограда, зерновых и бобовых культур,овощей. Так же малочисленным сектором, но быстро развивавшимся было :животноводство,птицеводство и табаководство. К 1993 году колхоз "Советская Молдавия,, стал называться : колхоз-агрофирма "Советская Молдавия,, ,а в 1998 году колхозную землю приватизировали ,сады и инфраструктуру уничтожили .Ныне существует лишь малая часть советского наследия, которыми и управляют бывшие главные специалисты, приезжавшие сюда как "молодые специалисты в области,,
| Год/Село  | Колхоз Советская Молдавия (Никорешть) | Колхоз 1 Мая (Згура) | Колхоз имени Димитрова (Згурица) |
| --------- | ------------------------------------- | -------------------- | -------------------------------- |
| до 1959   | Григорий Бурдик                       | Григорий Швец        | Л.И. Гринзайд                    |
| 1960      | Григорий Бурдик                       | Григорий Бурдик      | ?.Мельник                        |
| 1962      | Иван Гайман                           | Иван Гайман          | ?.Мельник                        |
| 1968      | Сергей Кучерявый                      | Сергей Кучерявый     | Григорий Бублик                  |
| 1991      | Григорий Бублик                       | Григорий Бублик      | Григорий Бублик                  |
| 1995      | Владимир Бублик                       | Владимир Бублик      | Владимир Бублик                  |
| 1997      | Константин Русу                       | Константин Русу      | Константин Русу                  |
| 1998      | Вячеслав Самоил                       | Вячеслав Самоил      | Вячеслав Самоил                  |
| 1998 июнь | Михаил Недельчук                      | Михаил Недельчук     | Михаил Недельчук                 |

## Население
| Село     | 1835 | 1844 | 1850 | 1859 | 1870 | 1875 | 1878 | 1896 | 1899 | 1915  | 1923  | 1930  | 1940 | 1943  | 1971 | 1989 | 2004 | 2021 |
| -------- | ---- | ---- | ---- | ---- | ---- | ---- | ---- | ---- | ---- | ----- | ----- | ----- | ---- | ----- | ---- | ---- | ---- | ---- |
| Згура    | 118  | 352  | 355  | 369  | 474  | 461  | 501  | 728  | 812  | 605   | 1730  | 1353  | 1493 | 3678  | 3352 | 3353 | 2840 | 2233 |
| Никоршты | 128  | 143  | ~128 | 145  | 200  | 235  | 207  | 294  | 279  | 327   | 993   | 643   | 703  | 3678  | 3352 | 3353 | 2840 | 2233 |
| Згурица  | -    | -    | -    | -    | 575  | 1266 | 1605 | 1995 | 2070 | ~2070 | 5220  | 3028  | 3131 | 3678  | 3352 | 3353 | 2840 | 2233 |
| Вместе   | 246  | 495  | 485  | 514  | 1249 | 1962 | 2313 | 3017 | 3161 | 3002  | 7943  | 5042  | 5327 | 3678  | 3352 | 3353 | 2840 | 2233 |
| Прирост  | +246 | +249 | -10  | +29  | +735 | +713 | +351 | +704 | +144 | -159  | +4941 | -2901 | +285 | -1649 | -326 | +1   | -513 | -607 |

Средний прирост населения в Згурице за 186 лет +12
По состоянию на 10 Мая 2021 года , население Згурицы составляет 2233 человека
| Национальность | Число жителей на 2004 |
| -------------- | --------------------- |
| молдаване      | 1912                  |
| украинцы       | 774                   |
| русские        | 118                   |
| румыны         | 16                    |
| болгары        | 5                     |
| цыгане         | 3                     |
| поляки         | 1                     |
| гагаузы        | 1                     |
| прочие         | 10                    |
| Всего          | 2840                  |

## Религия

### Згурица

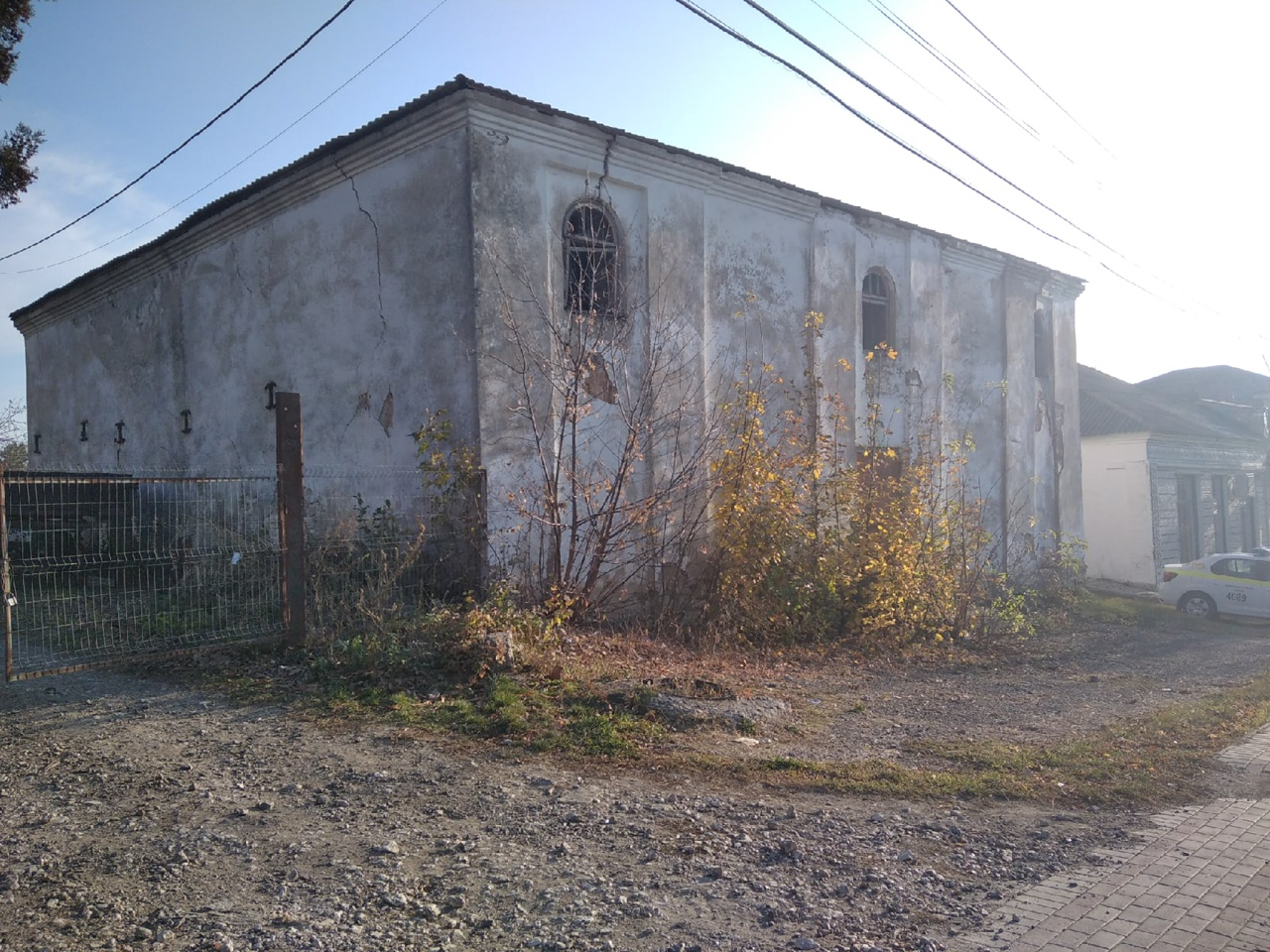
Синагога
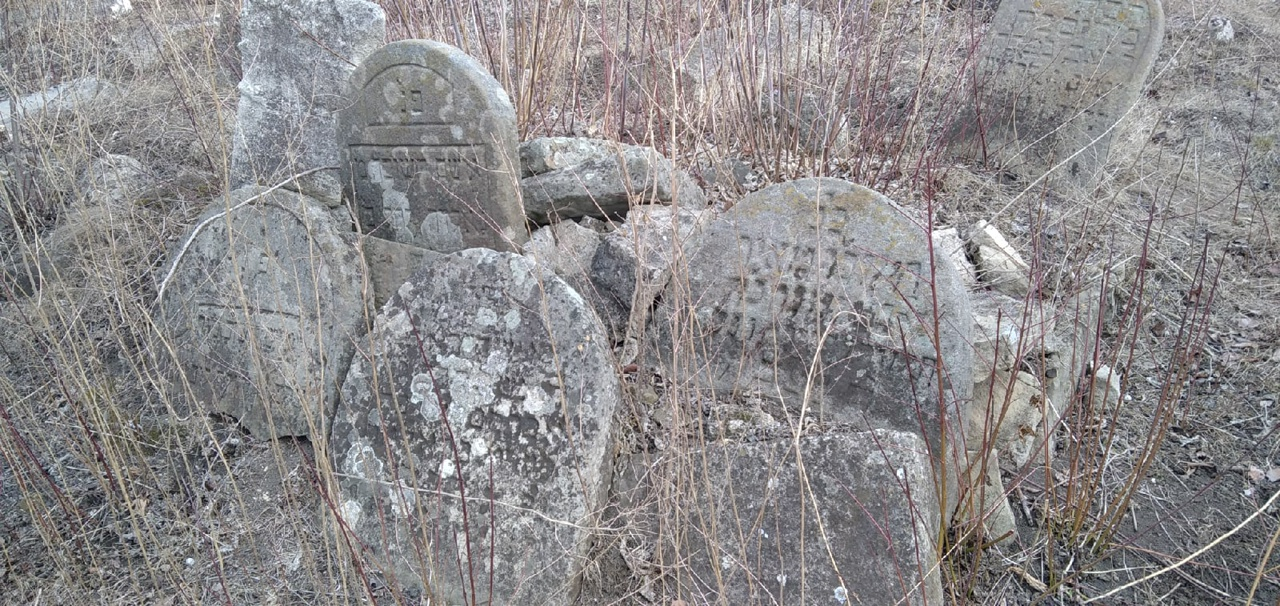
Собранные надгробия
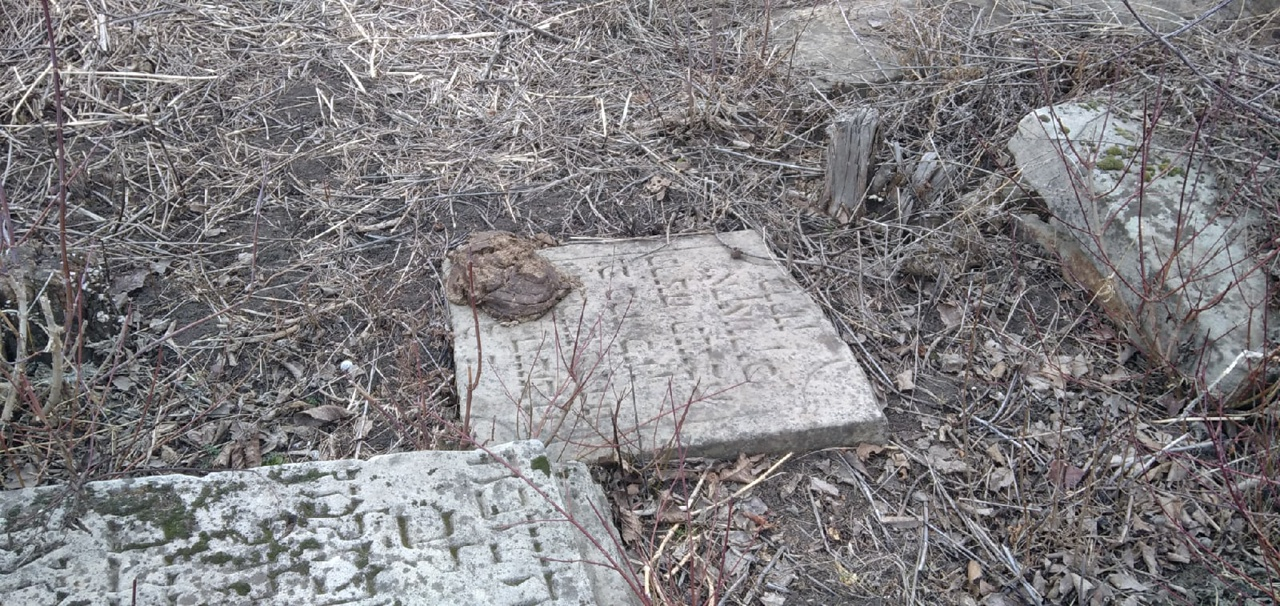
Акт вандализма

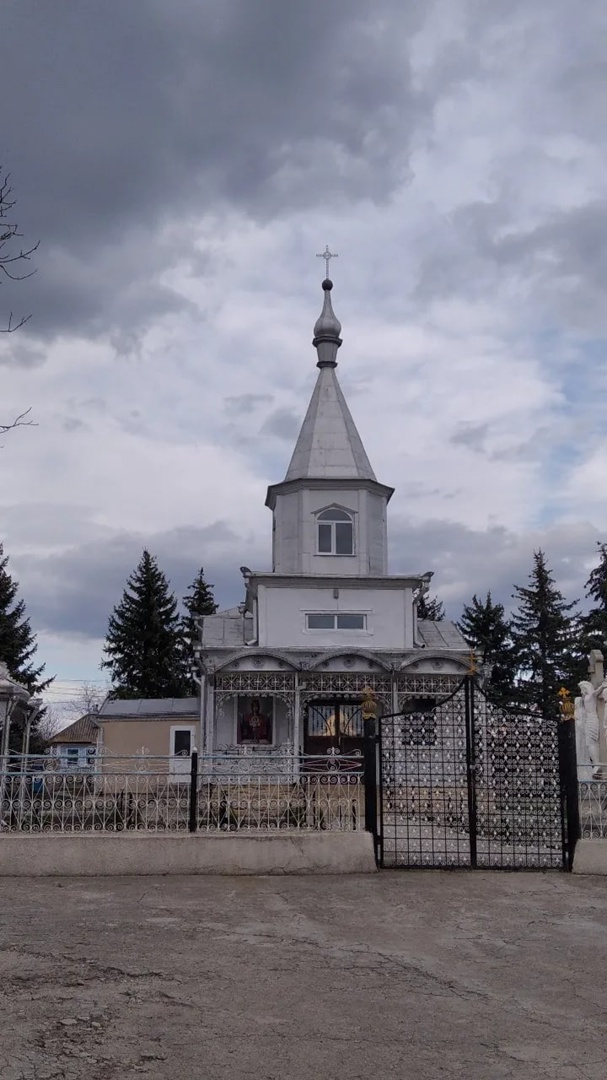
Згурицкая Церковь

Село Згурица до процесса Холокоста в основном состояло из евреев исповедавших соответственно Иудаизм. Евреи за время своего проживания открыли в селе 5 синагог. Из которых до нашего время сохранилась одна, находящаяся в аварийном состоянии. Во время Второй Мировой Войны среди убитых евреев из села Згурица был убит и раавин Синагоги. После убийства раавина ,румынскими и советскими властями синагога была использована как хозяйственный склад. А еврейская гимназия "Тарбут,, использована до 2002 года как Згурицкая Средняя Школа.Ныне Синагога располагается в центре села, напротив Згурицкой Примэрии. Сохранилось и Еврейское кладбище на окраине села в сторону дороги в Сороки. Кладбище было и продолжает быть местом вандализма и кощунства, кладбище используется в качестве пастбища, надгробия собраны и использованы как строительные материалы. Надгробия собраны, а "освободившаяся,, территория использована как огород.

### Згура
В селе Згурица кладбища и церкви нет. Есть в селе Згура : церковь Святой Прасковьи воздвигнутая в 1881 году, построенная на деньги собранные жителями села, и кладбище. Первым священником стал Василий Гушану. С 1918 года до 1944 года священником Згурского прихода был Пантейлемон Штефырцэ мигрировавший в 1944 году в Румынию. Его дом сохранился до наших дней. Ныне Священнослужителем Згурицкой церкви является Иоанн Марку .

### Никурешты

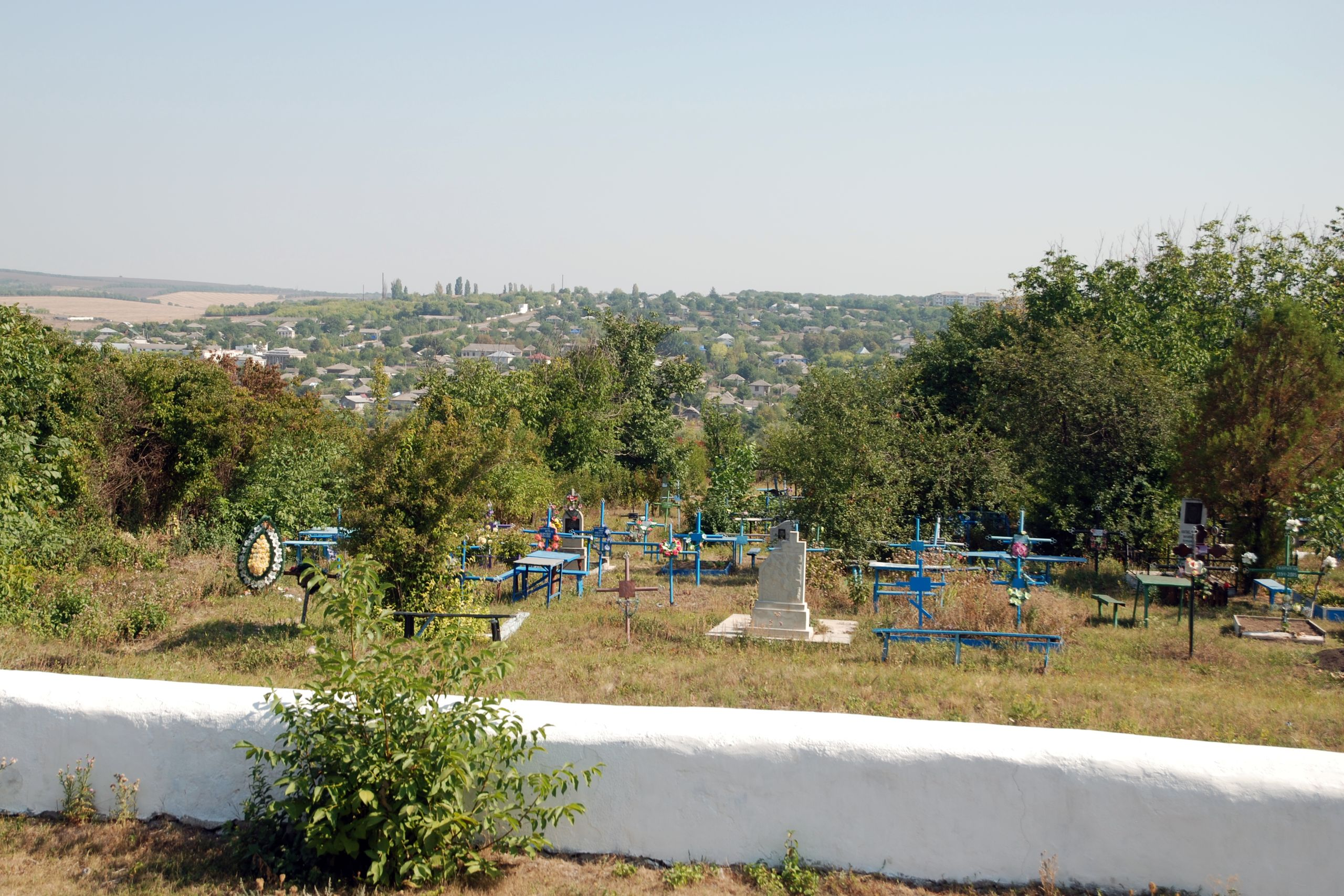
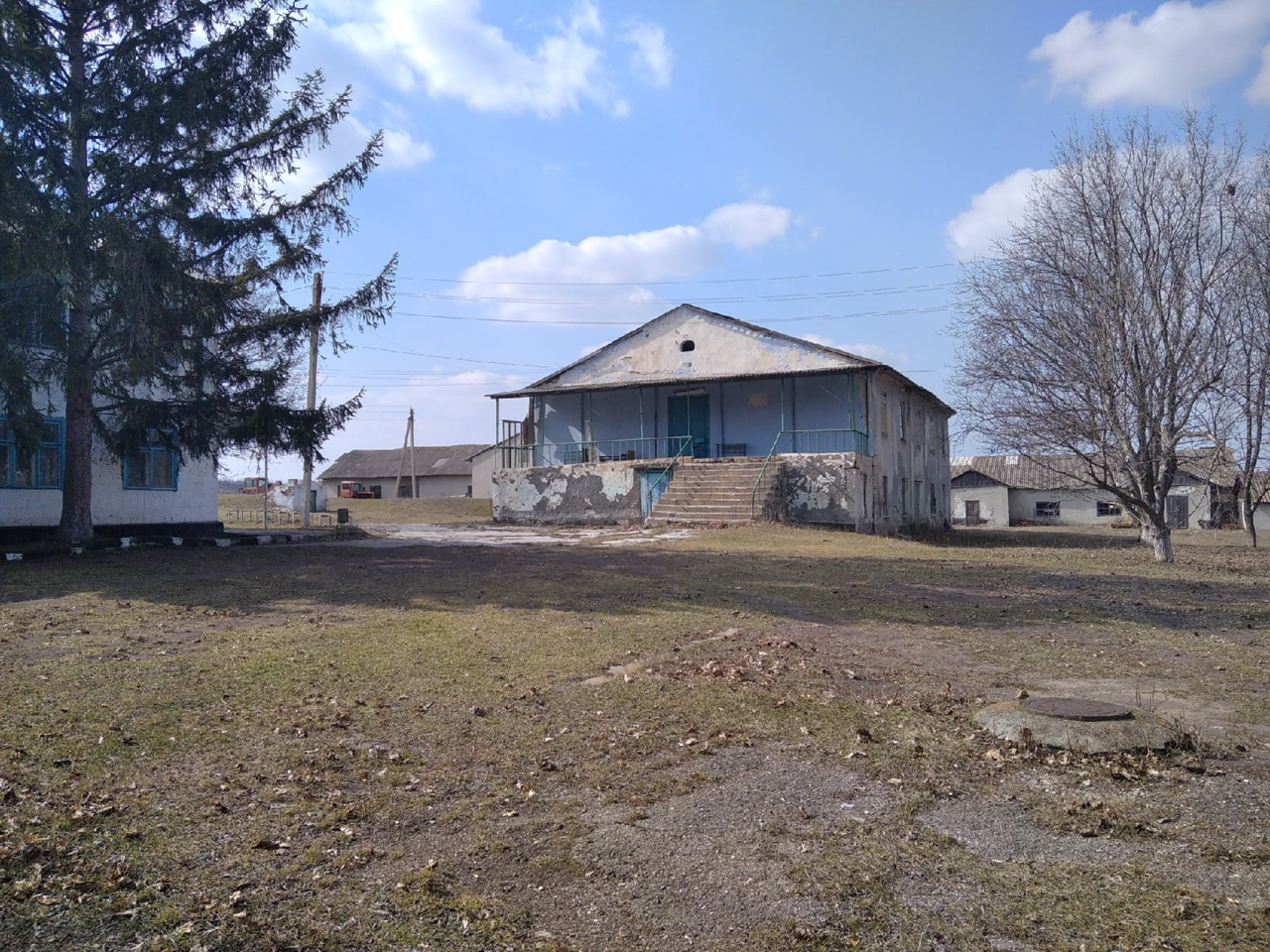
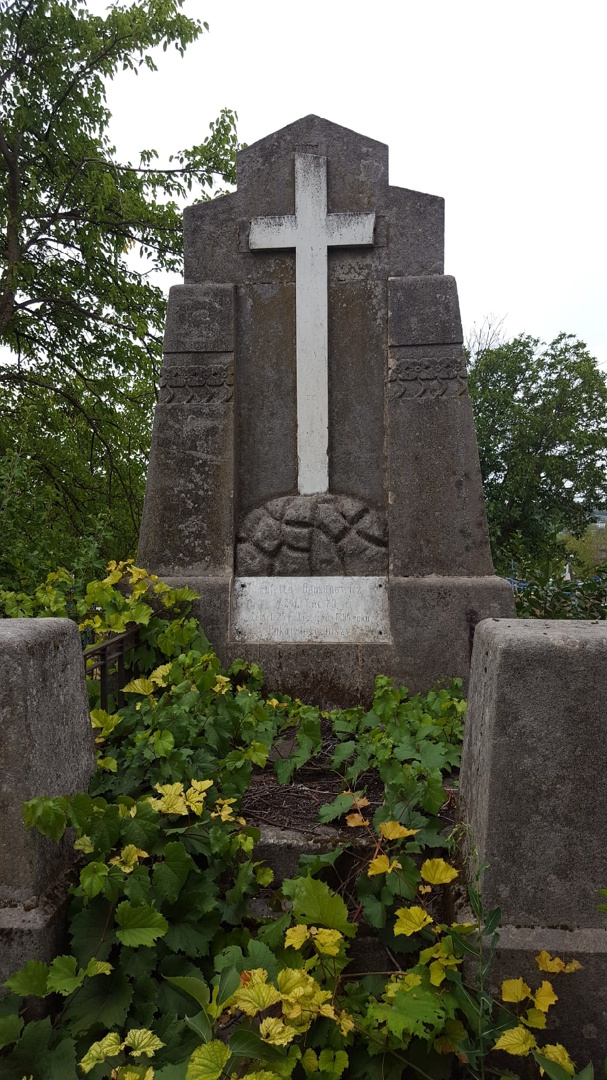
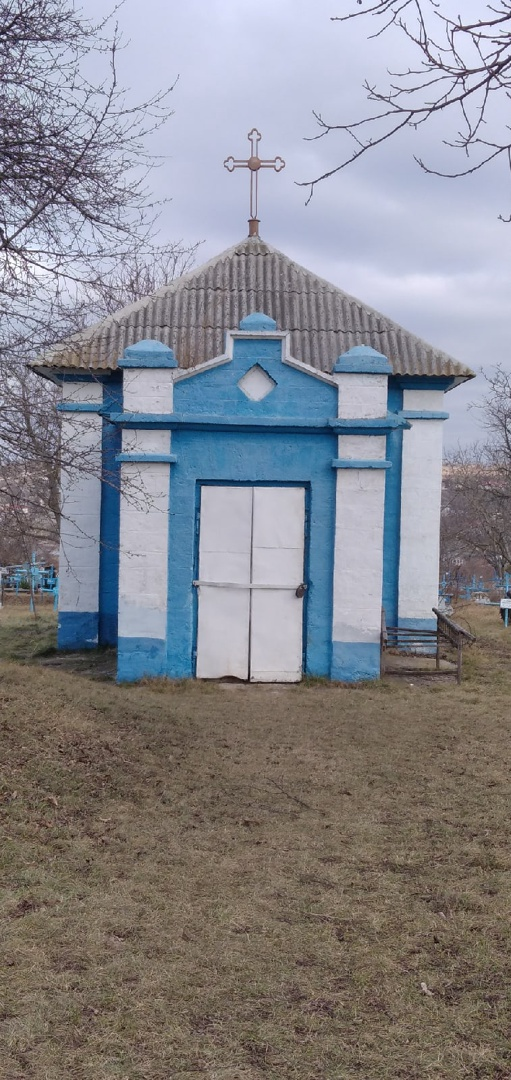

В Никурештах действовал Католический Молитвенный Дом во главе с Священнослужителем Кужетаном Демьяновичем. Сохранившееся надгробие на Никурешстком кладбище информирует что Кужетан родился в 1823 году и умер 1896 году. Он похоронен рядом со склепом Пана и его семьи.  Молитвенный дом был разрушен. В Никурештах существует лишь кладбище.